# Arthur McDonald

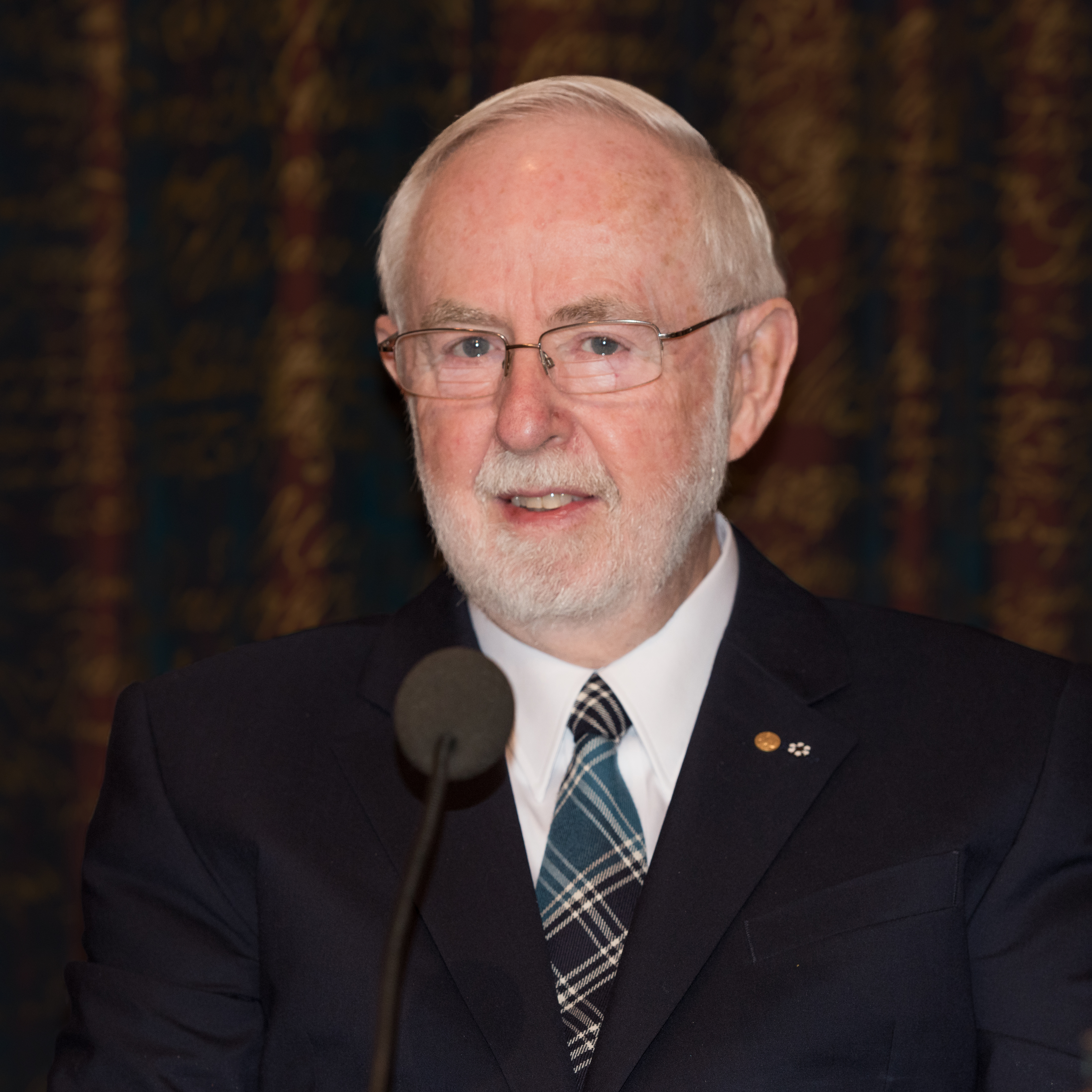
Arthur McDonald (2015)

Arthur Bruce McDonald (* 29. August 1943 in Sydney, Nova Scotia) ist ein kanadischer Physiker und Direktor des Sudbury Neutrino Observatory Institute (SNO). Er hat auch den Gordon and Patricia Gray Chair (Lehrstuhl) für Teilchenastrophysik an der Queen’s University in Kingston, Ontario inne. 2015 wurde ihm gemeinsam mit Takaaki Kajita der Nobelpreis für Physik zugesprochen.

## Ausbildung
McDonald erhielt den B.Sc. in Physik 1964 und den M.Sc. in Physik 1965 an der Dalhousie University in Nova Scotia. Den Ph. D. in Physik erhielt er vom California Institute of Technology.

## Akademische Karriere
McDonald arbeitete von 1970 bis 1982 als Wissenschaftler an den Chalk River Laboratories nordwestlich von Ottawa. Von 1982 bis 1989 war er Professor für Physik an der Princeton University, wo er einer der leitenden Wissenschaftler am Princeton Cyclotron war. Er verließ Princeton 1989, um Professor an der Queen’s University in Kingston (Ontario) zu werden. Gleichzeitig wurde er 1989 Direktor des SNO. Ab 2002 hat er an der Queen’s University den University Research Chair und ab 2006 den Gordon and Patricia Gray Chair in Particle Astrophysics inne.
Er war unter anderem Gastwissenschaftler am CERN (2004), Los Alamos National Laboratory (1981), Oxford, der Universität von Hawaii, der University of Washington in Seattle.
Er ist verheiratet und hat vier Kinder.

## Forschung und Ehrungen

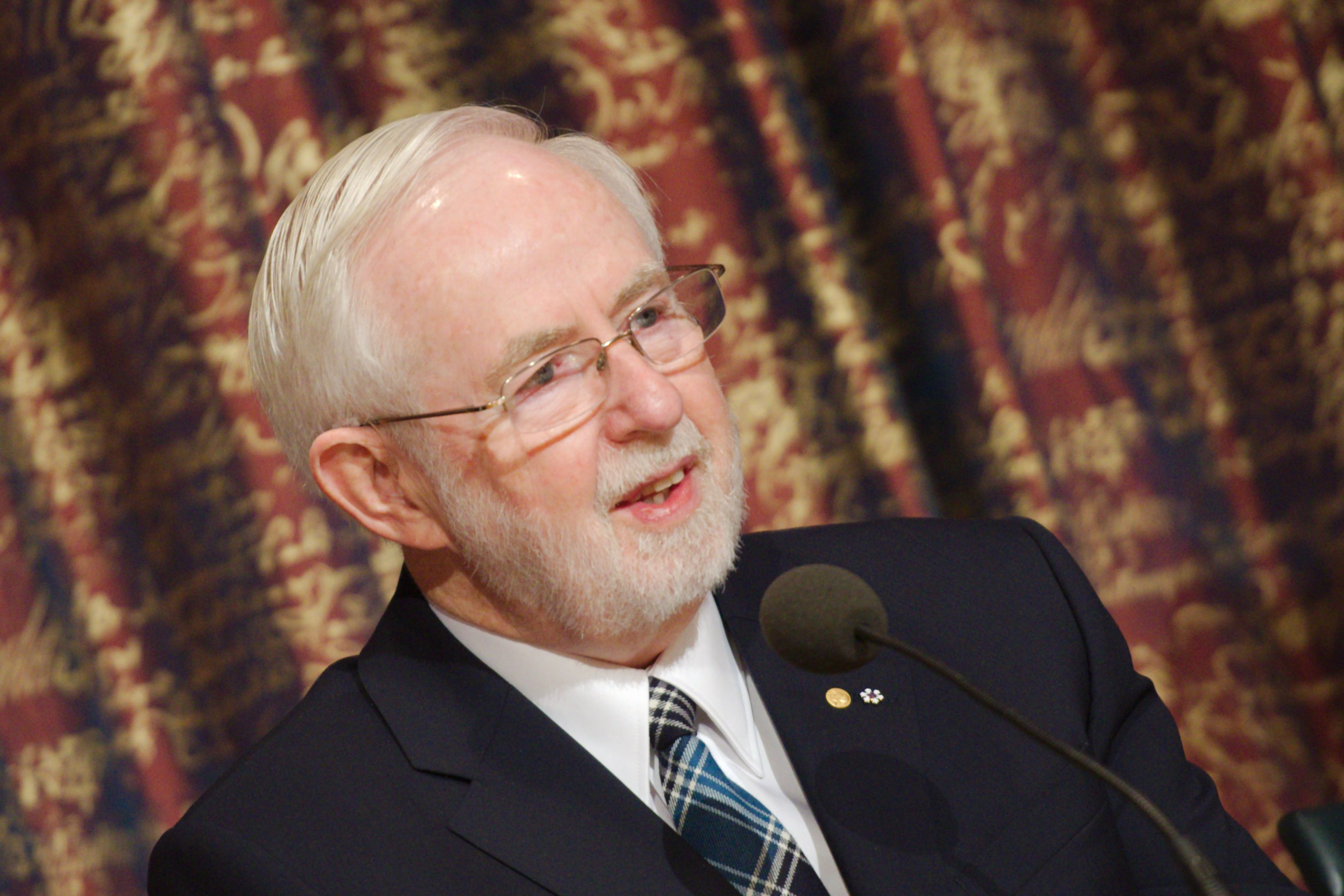
Arthur McDonald auf einer Pressekonferenz der Königlich Schwedischen Akademie der Wissenschaften

Im August 2001 entdeckte eine Forschungsgruppe um McDonald, dass Neutrinos von der Sonne wirklich in Myon-Neutrino ({\displaystyle \nu _{\mu }}) und Tau- oder Tauon-Neutrino ({\displaystyle \nu _{\tau }}) oszillieren. Dieser Bericht wurde in den Physical Review Letters veröffentlicht und weithin als bedeutend angesehen. Er gilt als überzeugender Nachweis der Erklärung des Rätsels der solaren Neutrinos durch Neutrinooszillationen (MSW-Effekt).
McDonald und Yōji Totsuka wurden im Jahre 2007 die Benjamin-Franklin-Medaille in Physik verliehen. McDonald ist Fellow der Royal Society of Canada (1997) und der American Physical Society (1983). Er ist mehrfacher Ehrendoktor (University College Cape Breton, Royal Military College (D. Sc.), Dalhousie University, University of Chicago (D. Sc.)).
2015 wurde ihm gemeinsam mit Takaaki Kajita „für die Entdeckung von Neutrinooszillationen, die zeigen, dass Neutrinos eine Masse haben“ der Nobelpreis für Physik zuerkannt.
1969/70 war er Rutherford Fellow und 1998 Killam Research Fellow. 2003 erhielt er den Tom-W.-Bonner-Preis für Kernphysik für seine führende Rolle bei der Aufklärung des Rätsels der Solaren Neutrinos im Sudbury Neutrino-Observatorium. 2003 erhielt er die Lifetime Achievement Medal der Canadian Association of Physicists und im selben Jahr die kanadische Gerhard-Herzberg-Goldmedaille. 2004 erhielt er den Bruno-Pontecorvo-Preis und 2016 den Breakthrough Prize in Fundamental Physics. 2007 wurde er Officer und 2015 Companion of the Order of Canada, 2016 wurde er in die National Academy of Sciences und 2019 in die Russische Akademie der Wissenschaften gewählt.

## Schriften
- mit Joshua R. Klein und David L. Wark: Solving the solar neutrino Problem. In: Scientific American. April 2003
- Q. R. Ahmad u. a. (SNO Collaboration): Direct Evidence for Neutrino Flavor Transformation from Neutral-Current Interactions in the Sudbury Neutrino Observatory. In: Physical Review Letters. Band 89, 2002, S. 011301, doi:10.1103/PhysRevLett.89.011301
- Q. R. Ahmad u. a. (SNO Collaboration): Measurement of Day and Night Neutrino Energy Spectra at SNO and Constraints on Neutrino Mixing Parameters. In: Physical Review Letters. Band 89, 2002, S. 011302, doi:10.1103/PhysRevLett.89.011302
- The SNO Collaboration: The Sudbury Neutrino Observatory. In: Nuclear Instruments and Methods in Physics Research Section A. Band 449, 2000, S. 172, doi:10.1016/S0168-9002(99)01469-2
- mit John N. Bahcall, Frank Calaprice, und Yoji Totsuka: Solar Neutrino Experiments: The Next Generation. In: Physics Today. Juli 1996, Online